# Le piccole vacanze
Le piccole vacanze è una raccolta di racconti di Alberto Arbasino.
Uscì per la prima volta nel 1957 in Italia, nella collana I coralli dell'editore Einaudi.

## Edizioni
- Le piccole vacanze, Einaudi, Torino, 1957, pp. 201
- Le piccole vacanze, Einaudi, Torino, 1971, pp. 261, ISBN 88-06-31658-3
- Le piccole vacanze, Adelphi, Milano, 2007, pp. 245, ISBN 978-88-459-2182-7
- Le piccole vacanze, in Alberto Arbasino, Romanzi e racconti, a cura e con un saggio introduttivo di Raffaele Manica; cronologia scritta da Alberto Arbasino con Raffaele Manica, vol. I, Milano, Mondadori, 2009, I Meridiani

## Traduzioni
- Les petites vacances, traduit de l'italien par Brigitte Perol, Paris, Quai Voltaire, 1988